# غرغن
غرغن، روستایی از توابع بخش مرکزی شهرستان فریدن در استان اصفهان ایران است.در گذشته ارامنه نیز در روستای غرغن زندگی می‌کرده‌اند.

## جمعیت
این روستا در دهستان ورزق جنوبی قرار دارد و براساس سرشماری مرکز آمار ایران در سال ۱۳۸۵، جمعیت آن ۷۱۰ نفر (۱۸۱خانوار) بوده‌است.ساکنان اصلی این روستا ارامنه‌ای بودند که در زمان صفویان به فریدن بزرگ کوچانده شدند.نام این روستا نیز واژه‌ای ارمنی است و بسیاری از عناوین مزارع و باغات روستا نیز ارمنی است ماننده چیسور ، گل آرد ، هالاگون ، ارگن بوغ ، بادیداگ ، سو گاوار و...
بعد از ارامنه حاج عبدالحمید قنبری در سال ۱۳۳۹ به غرغن کوچ کرد و در سال ۱۳۴۷ پس از اینکه احداث و آبگیری سدزاینده رود سبب مهاجرت ساکنان روستاهای پشت سد شد، تعدادی از اهالی روستای یان چشمه و بابادگان (معروف به مری) از جمله  حاج جعفر قلی شکراللهی، حاج غلامرضا عسگری، مرحوم محمد بختیاری،حاج رضا بختیاری، حاج عیدی محمد نصیری، حاج ولی الله عظیمی،  حاج تراب عباسی،  به این روستا کوچ کرده و زمین‌های کشاورزی و منازل ارامنه را خریداری کردند. از لحاظ ساختار روستایی این روستا معماری ویژه و منحصر به فردی دارد. روستا از چندین قلعه تشکیل شده است نحوه چینش قلعه‌ها و همچنین ساخت طویله‌های احشام، دیوارها، آشپزخانه‌ها و کاهدان‌ها، ارتباط زیرزمینی قلعه‌ها، چاه‌ها و همچنین جوی‌های آب قابل توجه می‌باشد. کلیسای ارامنه هنوز در این روستا فعال بوده و هموطنان ارامنه روزهای یکشنبه و سایر اعیاد به کلیسا مراجعه وعبادت می‌نمایند.متاسفانه خشک سال خسارات فرا وانی بر این روستا وارد نموده است.از دامداران  بنام غرغن می توان به آقای  محمد تقی شکراللهی  اشاره نمود  

## آثار باستانی
کلیسای سنت نشان
باستان شناسان بر اساس كتیبه های چوبی به جای مانده، قدمت این بنا را به سال ۱۹۰۳ میلادی مصادف با اواخر حكومت قاجار نسبت می دهند.
مسئول نمایندگی میراث فرهنگی، صنایع دستی وگردشگری فریدن با بیان اینكه وسعت كلیسای غرغن ۲ هزار متر و مساحت بنای اصلی ۲۰۰ مترمربع است، در گفت و گو با ایرنا افزود: این بنا با هشت ستون چوبی نگه داشته شده است كه بر روی برخی از این ستون ها كتیبه هایی وجود دارد.
به گفته وی نمای داخلی كلیسا نیز آجری و سقف بنا باچوب پوشیده شده است كه به آن گرجی پوش، می گویند، دیواره های محوطه بیرونی كلیسا ازسنگ و خاك ساخته شده است.
محمود سلیمی افزود: در اطراف ساختمان كلیسا نیز اقامتگاه هایی كوچك تعبیه شده است و تابلوهای زیبا و نفیس آویخته شده از دیوارها همچنین كتاب ها، فرش واشیاء قدیمی موجود در این بنا هر یك در بردارنده بخشی از فرهنگ و آداب و اعتقاد قوم ارامنه است.
مسوول نمایندگی میراث فرهنگی فریدن افزود: فریدن به واسطه همزیستی با پیروان ادیان مختلف از ظرفیت های متنوع گردشگری قومی- اقلیتی برخوردار است كه این مساله زمینه مساعدی برای رونق گردشگری فرهنگی در این منطقه ایجاد كرده است.
نخستین گروه گردشگران آلمانی در بازدید از جاذبه های گردشگری فریدن از جمله كلیسای غرغن در سال ۱۳۹۴، این منطقه را از منظر جاذبه های طبیعی و اقلیمی بسیار عالی توصیف كردند، آنها فریدن را از نظر تمدن كهن، شخصیت های بلند آوازه تاریخی و تعدد قومیتها منحصر به فرد توصیف كردند، بازدید گردشگران داخلی و خارجی از كلیسای روستای غرغن در سال های بعد ادامه یافت تا اینكه اكنون این بنا به یكی از مقصدهای برجسته گردشگری غرب استان شناخته شده است،